# Unguiculella eurotioides
Unguiculella eurotioides är en svampart som först beskrevs av Petter Adolf Karsten, och fick sitt nu gällande namn av John Axel Nannfeldt 1936. Unguiculella eurotioides ingår i släktet Unguiculella och familjen Hyaloscyphaceae.   Inga underarter finns listade i Catalogue of Life.